# Copa Libertadores de Futsal de 2016
A Copa Libertadores de Futsal de 2016 foi uma competição de clubes de futsal do continente sul-americano. Será a décima-sexta edição da principal competição de clubes de futsal do continente, a décima-quarta sob a chancela da Confederação Sul-Americana de Futebol (CONMEBOL).

Era planejado que o torneio ocorresse na cidade de La Guaira na Venezuela entre 3 e 9 de maio, porém cinco dias antes de seu início a competição foi adiada "por razões insuperáveis de força maior e logística" e retirou a cidade como sede da competição.

## Formato
A competição foi composta de dois grupos de cinco times cada, onde os dois primeiros e os dois segundos colocados de cada grupo se classificaram para as semifinais. Após as semifinais, os dois classificados se enfrentam na final para definir o campeão sul-americano.

## Participantes
| País                 | Equipe             |
| -------------------- | ------------------ |
| Argentina · (1 vaga) | Kimberley          |
| Bolívia · (1 vaga)   | CRE de Santa Cruz  |
| Brasil · (1 vaga)    | Jaraguá            |
| Chile · (1 vaga)     | Cobresal           |
| Colômbia · (1 vaga)  | Rio Negro          |
| Equador · (1 vaga)   | Atlético Galápagos |
| Paraguai · (1 vaga)  | Cerro Porteño      |
| Peru · (1 vaga)      | Primeiro de Mayo   |
| Uruguai · (1 vaga)   | Old Christians     |
| Venezuela · (1 vaga) | Guerreros del Lago |

## Primeira fase

### Grupo A
| Equipes            | Pts | J | V | E | D | GP | GC | SG  |
| ------------------ | --- | - | - | - | - | -- | -- | --- |
| Cerro Porteño      | 12  | 4 | 4 | 0 | 0 | 23 | 5  | 18  |
| Rio Negro          | 9   | 4 | 3 | 0 | 1 | 11 | 8  | 3   |
| CRE                | 4   | 4 | 1 | 1 | 2 | 9  | 12 | -3  |
| Cobresal           | 4   | 4 | 1 | 1 | 2 | 11 | 16 | -5  |
| Atlético Galápagos | 0   | 4 | 0 | 0 | 4 | 6  | 19 | -13 |

### Grupo B
| Equipes            | Pts | J | V | E | D | GP | GC | SG  |
| ------------------ | --- | - | - | - | - | -- | -- | --- |
| Jaraguá            | 12  | 4 | 4 | 0 | 0 | 12 | 4  | 8   |
| Kimberley          | 7   | 4 | 2 | 1 | 1 | 10 | 8  | 2   |
| Primeiro de Mayo   | 6   | 4 | 2 | 0 | 2 | 9  | 10 | -1  |
| Old Christians     | 4   | 4 | 1 | 1 | 2 | 10 | 9  | 1   |
| Guerreros del Lago | 0   | 4 | 0 | 0 | 4 | 8  | 18 | -10 |

## Fase final

### Play-Offs
|  | Semifinais                     | Semifinais                     |   |                                | Final                          | Final |  |
|  |                                |                                |   |                                |                                |       |  |
|  | 18 de junho de 2016 - Assunção |                                |   |                                |                                |       |  |
|  | Cerro Porteño                  | 2                              |   |                                |                                |       |  |
|  | Kimberley                      | 1                              |   |                                |                                |       |  |
|  |                                |                                |   |                                |                                |       |  |
|  |                                |                                |   |                                | 19 de junho de 2016 - Assunção |       |  |
|  |                                |                                |   |                                | Cerro Porteño                  | 4     |  |
|  |                                | Jaraguá                        | 2 |                                |                                |       |  |
|  |                                |                                |   |                                |                                |       |  |
|  |                                |                                |   |                                |                                |       |  |
|  |                                |                                |   |                                | Terceiro lugar                 |       |  |
|  | 18 de junho de 2016 - Assunção | 18 de junho de 2016 - Assunção |   | 19 de junho de 2016 - Assunção | 19 de junho de 2016 - Assunção |       |  |
|  | Jaraguá                        | 4                              |   | Kimberley                      | 1                              |       |  |
|  | Rio Negro                      | 0                              |   |                                | Rio Negro                      | 2     |  |

## Premiação
| Campeão                   |
| Paraguai                  |
| ------------------------- |
| Cerro Porteño (1º título) |